# Good Cider

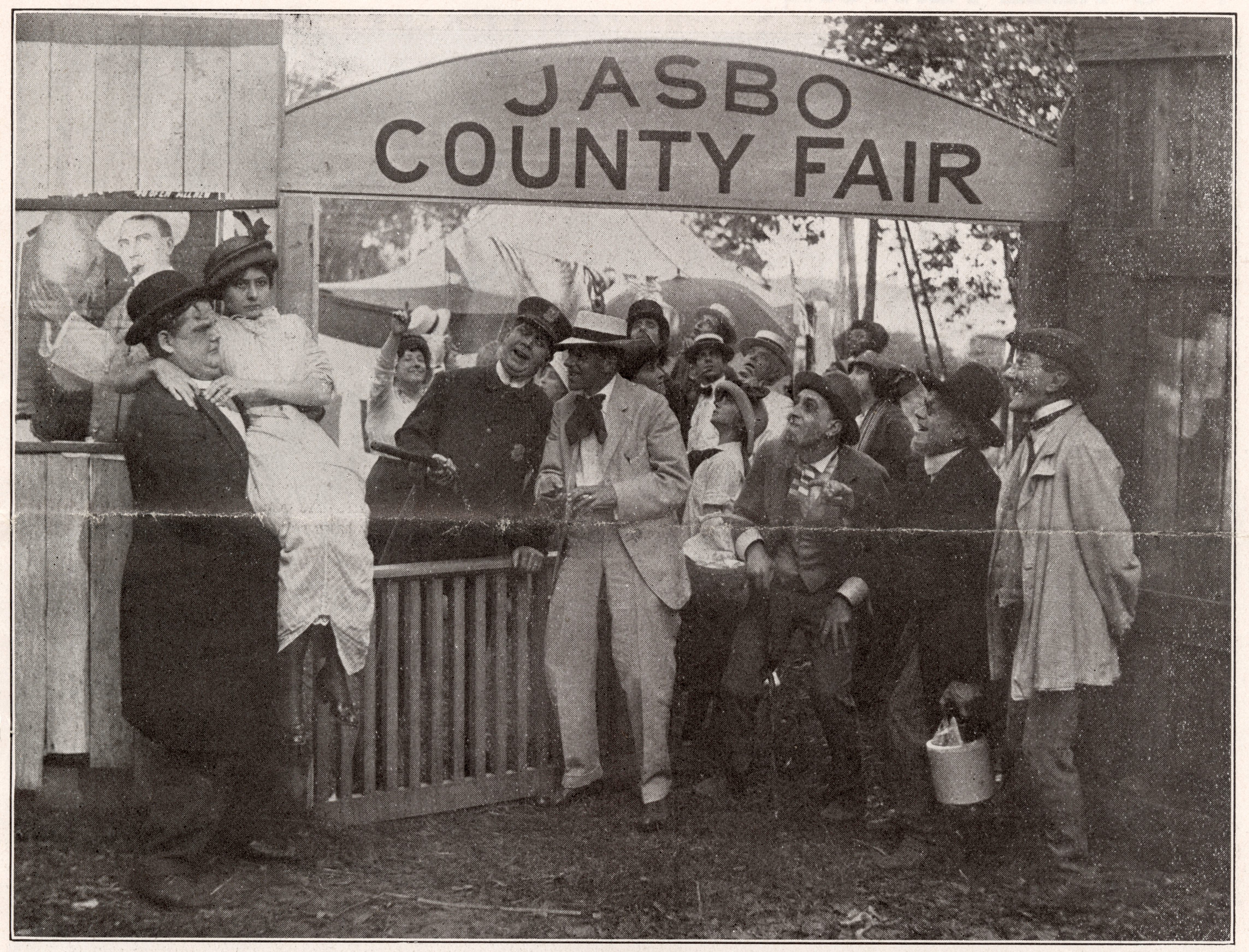
Affiche promotionnelle du film Good Cider de Juin 1914.

Good Cider est un film muet américain réalisé par John A. Murphy et sorti en 1914.

## Synopsis
Un tonneau de cidre frelaté retrouve le chemin des gosiers grâce à une adjonction de whisky.

## Fiche technique
- Titre : Good Cider
- Réalisation : John A. Murphy
- Scénario : John A. Murphy
- Production : Siegmund Lubin pour Lubin Manufacturing Company
- Distribution : General Film Company
- Genre : Comédie
- Dates de sortie :
  -  États-Unis : 16 juin 1914

## Distribution
- James Levering : The Squire
- Ben Walker : Zeke
- Billy Bowers : Hank
- Oliver Hardy : Hiram
- Julia Calhoun : Tante Jeanne